# HLA-E
HLA-E（HLA class I histocompatibility antigen, alpha chain E）は、ヒトではHLA-E遺伝子にコードされるタンパク質である。ヒトのHLA-Eは、多型が限られており、古典的MHCクラスI分子と比較して細胞表面での発現が低いという特徴を持つ非古典的MHCクラスI分子である。マウスの機能的ホモログはQa-1b（公式にはH2-T23）と呼ばれる。

## 構造
他のMHCクラスI分子と同様、HLA-Eは重鎖（α鎖）と軽鎖（β2-ミクログロブリン）からなるヘテロ二量体である。重鎖は約45 kDaで、膜に固定されている。HLA-E遺伝子は8つのエクソンから構成され、エクソン1がシグナルペプチド、エクソン2と3がペプチドを結合するα1、α2ドメイン、エクソン4がα3ドメイン、エクソン5が膜貫通領域、エクソン6と7が細胞質テールをコードする。

## 機能
HLA-Eは、NK細胞による認識において特別な役割を果たす。HLA-EはMHCクラスI分子（HLA-A、B、C、G）のシグナルペプチドに由来する、限られたセットのペプチドを結合する。これらのペプチドはシグナルペプチドペプチダーゼによって小胞体膜から放出され、細胞質基質のプロテアソームによってトリミングされる。抗原処理関連トランスポーター（TAP）によって小胞体内腔へ輸送され、これらのペプチドはHLA-E分子の溝に結合する。その結果HLA-Eは正しく組み立てられ、細胞表面に発現する。NK細胞は、ヘテロ二量体型受容体CD94-NKG2A/B/Cを用いてHLA-Eとペプチドの複合体を認識する。CD94/NKG2AもしくはCD94/NKG2BがHLA-Eに結合した場合には、NK細胞の細胞傷害活性に対する阻害効果が生じ、細胞溶解が防がれる。一方、CD94/NKG2CがHLA-Eに結合した場合には、NK細胞の活性化が引き起こされる。この相互作用は抗ウイルス応答において一部のNK細胞集団の増殖を開始することが示されており、CD94/NKG2Cを発現しているadaptive NK cellはヒトサイトメガロウイルス由来のペプチド抗原を特異的に認識する。

## 関連文献
- Kuby Immunology, 6th edition, by Thomas J. Kindt, Richard A. Goldsby, and Barbara A. Kuby W. H. Freeman and Company, New York
- “Human natural killer cells: their origin, receptors and function”. European Journal of Immunology 32 (5):  1205–11. (May 2002). doi:10.1002/1521-4141(200205)32:5<1205::AID-IMMU1205>3.0.CO;2-Y. PMID 11981807.
- “Qa-1, a nonclassical class I histocompatibility molecule with roles in innate and adaptive immunity”. Immunologic Research 29 (1–3):  81–92. (Jun 2004). doi:10.1385/IR:29:1-3:081. PMID 15181272.